# サンデーダークダックス
『サンデーダークダックス』（SUNDAY DARK DUCKS）は、1965年（昭和40年）6月13日から1992年（平成4年）3月29日までの27年9か月に渡り、朝日放送ラジオ東京支社の制作で毎週日曜日に放送された三菱電機の一社提供によるラジオ番組で、コーラスグループ『ダークダックス』の冠番組である。
関東地方では番組開始から1977年（昭和52年）12月までニッポン放送にネットされていたが、1978年（昭和53年）4月からはTBSラジオ（放送当時は東京放送本体が運営）にネットを移行して、最終回までネットされた。

## 概要
ダークダックス（以下ダーク）のメンバー4人が毎週、週替わりで2人ずつ出演し、1か月を通してのゲストの歌手と共にトークや音楽を楽しむという内容であり、新聞のラジオ欄には「○○（ゲスト名）とダーク」表記されていた。
オープニングは、三菱電機のカウキャッチャーCMの後、1分ほどのトークの後、ゲストと共にダークのメンバーが「せーの、サンデーダークダックス」とタイトルコールを発し、ダークのメンバーが「今月のテーマ、○○（ゲスト名）とダーク」とアナウンスした後、オープニングテーマとしてダークが歌う三菱電機の企業イメージソング「未来をひらく三菱電機」が流れ、本題に入っていくというものだった。なお、番組末期のオープニングテーマは1985年の三菱電機のCI導入により、女性歌手が歌う別のバージョン「SOCIO TECH」に変更された。
ゲストの歌手の代表曲をダークがカバーするコーナーも、この番組の特徴のひとつであった。番組の最後に、「今月の歌」（ダーク、およびゲストの歌手の楽曲をそれぞれ1曲ずつ披露した）の楽譜のリスナーへのプレゼント紹介が毎週流れていた。
当時、葉書の宛先は朝日放送ではなく、東京中央郵便局にある、協賛社・三菱電機の私書箱宛であった。

## 出演
- ダークダックス（メンバー4人が2週に1度、2人ずつ交代で出演）

## ゲスト出演者
- 松任谷由実
- イルカ
- 渡辺真知子
- 五輪真弓
- 庄野真代
- 森山良子
- 八神純子
- 南こうせつ
- 岸田智史
- オフコース
- 財津和夫
- 山下達郎
- 高樹澪
- CHAGE&ASKA
- 甲斐よしひろ
- C-C-B
- 森川美穂
- 西田ひかる
- THE BLUE HEARTS
- THE JAYWALK
- 辛島美登里

他多数

## ネット局
- 朝日放送ラジオ（JRN／NRN。サンデーダークダックス制作局）
- ニッポン放送（NRN。初回 - 1977年12月までネット）
- TBSラジオ（JRN。1978年4月 - 最終回までネット）
- 東北放送（JRN／NRN）
- 東海ラジオ（NRN）
- RKB毎日放送（JRN）

### ネット局による補足
- TBSラジオのネット開始時の放送時間は16:00 - 16:30、以後数回にわたり放送時間が変わり、1991年10月 - 終了時点での放送時間は18:00 - 18:30だった。